# Die Kirmes von Delft
Die Kirmes von Delft (Untertitel: Legende aus der Breughel-Zeit) ist ein Ballett in drei Bildern von Sonja Korty (Choreografie und Libretto). Die Musik dazu stammt von Hermann Reutter. Ludwig Sievert besorgte die Ausstattung. Uraufführung war am 20. März 1937 in Baden-Baden im Rahmen des Musikfests der Internationalen Gesellschaft für Neue Musik. Die Hauptrollen tanzten Sonja Korty, Heinz Denies, Rigo de Ralton und das Ensemble der Städtischen Bühnen Frankfurt am Main. Eine Aufführung dauert rund 35 Minuten.

## Personen
- Der Gaukler
- Peregrina, seine Tochter
- Der Student
- Der Bürgermeister
- Dessen Tochter
- Drei Richter
- Zwei Henkersknechte
- Studenten, flämisches Volk, Jugend (Corps de ballet)

## Handlung

### Erstes Bild: Marktplatz von Delft
Ausgelassen feiert das Volk das Kirchweihfest und ergötzt sich an derben Tänzen. Begleitet von seiner Tochter und ihrem Verlobten tritt der Bürgermeister auf. Die Kommilitonen des Bräutigams beginnen zu tanzen. Nach einer Weile zieht eine fremde Gauklertruppe die Aufmerksamkeit der Delfter auf sich. Ihr Anführer setzt das Volk mit gekonnter Akrobatik in Erstaunen. Nachdem er seine Kunststücke beendet hat, kündigt er seine Tochter Peregrina an. Diese tanzt zu einer Musik, die zu der vorangegangenen einen starken Kontrast bildet. Der Verlobte der Bürgermeisterstochter ist so von dem Mädchen fasziniert, dass er ihm Geld spendiert. Daraufhin wird er von Peregrina gebeten, mit ihr zu tanzen. Während sich die Schöne in seinen Armen wiegt, entbrennen beide in Liebe zueinander. Zornig vor Eifersucht verfolgt die Tochter des Bürgermeisters das Geschehen und hetzt das Volk gegen die Fremde auf. Das Stadtoberhaupt lässt sie verhaften.

### Zweites Bild: Unterirdisches Gewölbe
Nachdem drei Richter in einem Schnellverfahren über Peregrina das Todesurteil gefällt haben, überkommt sie eine Vision: Die Mauern des Gewölbes nehmen menschliche Gestalt an, umschließen sie erst (Passacaglia), um ihr anschließend den Weg in die Freiheit zu öffnen. Sie muss jedoch erkennen, dass alles nur ein Traum war. Zwei Henkersknechte ergreifen Peregrina und führen sie nach draußen zum Scheiterhaufen.

### Drittes Bild: Richtplatz
Das Volk giert danach, die Fremde brennen zu sehen. Sie wird an den Pfahl gebunden. Anschließend entfachen die Henkersknechte das Feuer. Plötzlich drängt sich der Student durch die Mauer und legt sich mit den Vollstreckern an. Nachdem er sie besiegt hat, springt er zu seiner Geliebten auf den Scheiterhaufen. Der nun einsetzende Schnee löscht das Feuer. Das Paar steigt vom Scheiterhaufen herab und wird vom Volk wie ein Wunder bestaunt. Niemand wagt es mehr, Hand an die beiden zu legen. Aus dem Orchester ertönt ein Reigen, der immer schneller wird und sowohl Freude als auch Lebenslust vermittelt.